# Faith Hill
Pour les articles homonymes, voir Faith et Hill.
Audrey Faith Perry McGraw, connue sous le nom de Faith Hill, est une chanteuse américaine de musique country née le 21 septembre 1967 à Ridgeland (Mississippi). Sa voix est décrite comme « soul et rauque ». Elle a vendu plus de 35 millions d'albums et accumulé neuf singles classés numéro 1 au Country Charts.
Faith Hill a été récompensée par la Country Music Association, l'Academy of Country Music, les Grammy Awards, les American Music Awards et les People's choice Awards. Sa tournée Soul2Soul II Tour 2006 en compagnie de son mari Tim McGraw, s'est hissée au rang de la plus grande tournée country de tous les temps. En 2001, elle a été nommée l'une des 30 femmes les plus puissantes « des États-Unis » par le magazine Ladies Home Journal.

## Biographie

### Jeunesse
Faith Hill voit le jour à Ridgeland, près de Jackson, dans le Mississippi, sous le nom de Audrey Faith Perry. Enfant, elle est adoptée et élevée par un couple dans la banlieue de la ville de Star. Ses deux parents adoptifs ont élevé leurs deux fils biologiques ainsi que Faith dans une foi chrétienne évangélique très présente.
Elle va commencer à chanter à l'Église baptiste de Star à trois ans. Son talent vocal est apparemment apparu très tôt et elle fera ses premiers pas en public au déjeuner du 4-H alors qu'elle avait 7 ans. En 1976, quelques jours avant ses 9 ans, elle assiste à un concert d'Elvis Presley au State Fair Coliseum de Jackson, lequel l'a profondément marqué. Durant son adolescence, elle devient membre du quatuor gospel Steele Family avec qui elle se produit régulièrement dans les églises de toutes confessions de la région,.
À 17 ans, elle forme un groupe se produisant lors des rodéos locaux. Elle suit brièvement un enseignement secondaire mais abandonne à 19 ans pour se rendre à Nashville afin y poursuivre son rêve de devenir chanteuse de country. Durant ses premiers jours à Nashville, elle auditionne pour devenir choriste de la chanteuse Reba McEntire mais sans réussir à obtenir le job. Après une période où elle vendra des tee-shirts, Faith Hill devient secrétaire dans une société d'édition musicale.
Parallèlement à sa quête pour entrer dans l'industrie musicale, Faith Hill s'applique à bâtir une solide vie de famille. En 1988, elle épouse le producteur de musique Daniel Hill (il lui proposera d'adopter le pseudo sous lequel elle connaîtra le succès). Deux ans plus tard, elle commence à rechercher sa mère naturelle, qu'elle rencontrera finalement et avec qui elle correspondra jusqu'à la mort de celle-ci.
Un collègue va l'entendre chanter alors qu'elle se croit seule et bientôt le patron de l'entreprise pour laquelle elle travaille l'encourage à enregistrer des maquettes de promotion pour sa compagnie d'édition. En plus de ce travail, elle enregistre des chœurs pour le compositeur Garry Burr, qui interprétait souvent ses nouvelles chansons à Nashville, au Bluebird Café. Durant l'une de ces représentations, un cadre de chez Warner Bros, se trouvant dans le public, est impressionné par la voix de Faith, il engagera la procédure pour lui faire signer un contrat avec la maison.

### 1993-1997: Le succès country
Le premier album de Faith Hill sera Take Me as I Am (1993). L'album eut un succès notamment grâce au titre Wild One. En 1994, Hill deviendra avec ce titre la première chanteuse de country de moins de 30 ans à atteindre le haut du classement Billboard durant quatre semaines consécutives. Sa reprise de la chanson d'Erma Franklin Piece of My Heart grimpe également au sommet des classements de musique country en 1994. L'album se vendra à trois millions d'exemplaires. Toujours en 1994 et peu après la sortie de son album, Hill divorce de son premier mari.
L'enregistrement de son second album est reporté à la suite d'une intervention chirurgicale au niveau de ses cordes vocales. L'album It Matters to Me sortira finalement en 1995 et sera également un succès. L'album se vend aussi à plus de trois millions d'exemplaires. Le cinquième single de son album du nom de I Can't Do That Anymore a été écrit par le chanteur de country Alan Jackson.
Au printemps 1996, Hill commence une tournée avec le chanteur country Tim McGraw. À cette époque, Faith Hill vivait une relation avec son ancien producteur Scott Hendricks. Tim McGraw et Fait Hill furent rapidement attirés l'un vers l'autre et Hill rompit avec le producteur pour se mettre avec le chanteur. Le duo se fiança lors de la tournée et ils se marièrent le 6 octobre 1996. Ils auront trois filles ensemble : Gracie Katherine (1997), Maggie Elizabeth (1998) et Audrey Caroline (2001). Depuis leur mariage, le couple s'est toujours arrangé pour ne pas être séparé plus de trois jours consécutifs.

### 1998-2004: Détour par la musique pop
Après la sortie de son album It Matters to Me, Hill met sa carrière en pause pendant trois ans, temps qu'elle consacre à sa famille. Elle interprète toutefois un duo avec son homme intitulé It's Your Love. La chanson reste six semaines numéro un et remporte un prix de l'Academy of Country Music et un autre de la Country Music Association.
Elle reprend sa carrière musicale en 1998 avec l'album Faith. Cet album a une tonalité pop, bien que le style country y soit encore un peu présent. La chanson intitulée This Kiss deviendra numéro un du classement country et pour la première fois atteint la septième place du classement pop. Plus de six millions d'exemplaires seront vendus. Les autres titres à succès sont Just To Hear You Say That You Love Me, Let Me Let Go et The Secret Of Life.
Faith Hill sort ensuite son album Breathe qui atteint rapidement le haut des classements country et autres styles de musique. L'album ne conserve pourtant plus qu'une faible touche de musique country et est rempli de ballades romantiques. Le single, également intitulé Breathe, atteint la seconde place du classement Billboard Hot 100 chart. Le titre The Way You Love Me arrive à la dixième place et restera 57 semaines dans le classement. Faith Hill fut récompensée pour son album de trois Grammy Awards (meilleur album country, meilleur duo country et meilleure voix féminine de country). L'image de la chanteuse se transforme également et on la voit apparaître dans un style plus sexy qu'auparavant. L'album se vendra à près de dix millions d'exemplaires à travers le monde.
Hill participe à une action visant à collecter des livres pour les donner à des enfants dans le besoin. Les fans qui donnaient des livres avaient la possibilité de remporter un rendez-vous avec la star lors de sa tournée de 1999. L'action récupére 35 000 livres qui furent offerts à des écoles, des hôpitaux, des bibliothèques dans 40 villes partout aux États-Unis.
En 2000, Hill entreprend une tournée avec son mari et participe à différentes émissions télévisées. Elle chante lors des cérémonies des Oscars et des Grammy Awards, apparait en couverture de nombreux magazines et chante l'hymne des États-Unis lors du Super Bowl. Hill est classée parmi les dix femmes les mieux habillées de 2000 du classement de Mr. Blackwell. Fin 2000, elle enregistre la chanson Where Are You Christmas ?, écrite par Mariah Carey, extraite du film Le Grinch. Ses succès dans les classements de musique pop ont fait penser qu'elle souhaitait arrêter le style musique country.
En 2001, elle enregistre la musique There You'll Be pour le film Pearl Harbor.
En 2002, Hill sort un nouvel album encore plus orienté pop et intitulé Cry, lequel gravira la première marche des classements pop et country du Billboard magazine. L'album se vend à trois millions d'exemplaires et remporte un Grammy Award.
Le single Baby You Belong, sorti en 2002, devient la bande musicale du film Lilo & Stitch. Elle interprète un rôle au cinéma en 2004 en jouant avec Nicole Kidman, Matthew Broderick et Glenn Close dans le film Et l'homme créa la femme.

### 2005-2006: Retour à la musique country
En 2005, Faith Hill revient sur scène avec un nouvel album country du nom de Fireflies. L'album atteindra dès le début le sommet de nombreux classements de musique country. Faith Hill est une des rares artistes de country à placer ainsi trois albums d'affilée au sommet des classements.
Le premier single intitulé Mississippi Girl devient rapidement un succès. Cette chanson a été écrite par John Rich et Adam Shoenfield. Hill enregistre deux autres chansons de Rich (Sunshine and Summertime et Like We Never Loved at All). L'album marquera le retour de Hill dans la country, musique qui avait lancé sa carrière.
Après la catastrophe causée par l'ouragan Katrina, Hill et son mari se produisent dans plusieurs concerts dont les bénéfices seront reversés aux victimes de la catastrophe. La même année, le couple crée une fondation en vue d'aider les victimes de catastrophes naturelles et d'aider des gens dans le besoin.
Après six années consécutives sans tournée après la naissance de leur dernière fille, Hill et son mari reprennent la route en 2006 en réalisant la tournée Soul2Soul II Tour 2006. Les recettes de la tournée vont atteindre le montant record (pour de la musique country) de 90 millions de dollars,. La tournée est surnommée « Tournée de l'année » par le Pollstar Magazine. Une partie des recettes sera également reversée au profit des victimes de l'ouragan Katrina.

### 2007 à aujourd'hui:The Hits
Le 2 octobre 2007, Faith Hill sort un album reprenant ses meilleurs tubes intitulé The Hits. L'album contient toutefois deux singles inédits du nom de Lost et de Red Umbrella ainsi qu'une version life de son titre Stronger enregistré lors de sa tournée de 2007.
Elle interprète également un duo avec la chanteuse Reba McEntire, Sleeping with the Telephone, chanson incluse dans l'album de cette dernière et sorti en septembre 2007. Elle apparaît également sur le nouvel album de son mari intitulé Let It Go. Elle y réalise deux duos avec son mari pour les chansons I Need You et Shotgun Rider. La tournée Soul2Soul 2007 commencera en juin pour se terminer au mois d'août de la même année.
Hill a récemment[Quand ?] été appelée pour prêter sa voix pour la musique de l'émission NBC Sunday Night Football pour la chaîne NBC. La chanson est intitulée Waiting All Week For Sunday Night.
Le 30 septembre 2008, Faith Hill sort Joy to the World, un album de chansons de Noël.
Le 20 septembre 2011, le crooner Tony Bennett sort Duets II, un album de duos comprenant le titre The Way You Look Tonight co-interprété avec Faith Hill.

## Récompenses
| Année | Récompense                         | Catégorie                                                          |
| ----- | ---------------------------------- | ------------------------------------------------------------------ |
| 1993  | Academy of Country Music Awards    | Meilleure nouvelle voix féminine                                   |
| 1995  | TNN/Music City News                | Star féminine de demain                                            |
| 1997  | Academy of Country Music Awards    | Évènement vocal de l'année - (avec Tim McGraw)                     |
| 1997  | Academy of Country Music           | Meilleur titre de l'année - This Kiss                              |
| 1998  | Academy of Country Music Awards    | Meilleure voix féminine                                            |
| 1998  | Academy of Country Music Awards    | Événement vocal de l'année - (avec Tim McGraw)                     |
| 1998  | Academy of Country Music Awards    | Meilleure clip vidéo de l'année - It's Your Love (avec Tim McGraw) |
| 1999  | TNN/Music City News                | Duo vocal de l'année - (avec Tim McGraw)                           |
| 1999  | TNN/Music City News                | Vidéo de l'année - Breathe                                         |
| 1999  | TNN/Music City News                | Titre de l'année - Breathe                                         |
| 1999  | TNN/Music City News                | Artiste féminine de l'année                                        |
| 1999  | Academy of Country Music Awards    | Meilleure voix féminine                                            |
| 1999  | Academy of Country Music Awards    | Meilleure vidéo de l'année - Breathe                               |
| 1999  | Country Music Association Awards   | Clip vidéo de l'année - Breathe                                    |
| 2000  | Country Weekly's TNN Awards        | Artiste féminine de l'année                                        |
| 2000  | Country Music Association Awards   | Voix féminine de l'année                                           |
| 2001  | Grammy Awards                      | Meilleure performance country féminine - Breathe                   |
| 2001  | Grammy Awards                      | Meilleur duo country - Let's Make Love (avec Tim McGraw)           |
| 2001  | Grammy Awards                      | Meilleur album country avec Breathe                                |
| 2003  | Grammy Awards                      | Meilleure performance country féminine - Cry                       |
| 2003  | CMT Flameworthy Video Music Awards | Vidéo féminine la plus hot de l'année - Cry                        |
| 2004  | People's Choice Awards             | Meilleure chanteuse féminine                                       |
| 2006  | Grammy Awards                      | Meilleur duo country avec Tim McGraw - Like We Never Loved At All  |
| 2006  | American Music Awards              | Meilleure artiste féminine de country                              |

## Filmographie
En 2021-2022, Faith Hill et son mari Tim McGraw, ont joué les rôles d'un couple de pionniers dans la série télévisée 1883.